# Бокс на літніх юнацьких Олімпійських іграх 2018
Змагання з боксу на літніх юнацьких Олімпійських іграх 2018 пройшли з 14 по 18 жовтня. Було розіграно 13 комплектів нагород.

## Медалі

### Загальний залік
| Місце  | Країна          | Золото | Срібло | Бронза | Загалом |
| ------ | --------------- | ------ | ------ | ------ | ------- |
| 1      | Росія           | 3      | 1      | 0      | 4       |
| 2      | Велика Британія | 3      | 0      | 1      | 4       |
| 3      | Таїланд         | 2      | 2      | 1      | 5       |
| 4      | Казахстан       | 1      | 2      | 1      | 4       |
| 5      | Аргентина       | 1      | 0      | 2      | 3       |
| 5      | Узбекистан      | 1      | 0      | 2      | 3       |
| 7      | Бразилія        | 1      | 0      | 1      | 2       |
| 8      | Італія          | 1      | 0      | 0      | 1       |
| 9      | Алжир           | 0      | 2      | 0      | 2       |
| 9      | Україна         | 0      | 2      | 0      | 2       |
| 11     | Марокко         | 0      | 1      | 0      | 1       |
| 11     | Мексика         | 0      | 1      | 0      | 1       |
| 11     | Нігерія         | 0      | 1      | 0      | 1       |
| 11     | Франція         | 0      | 1      | 0      | 1       |
| 15     | Азербайджан     | 0      | 0      | 1      | 1       |
| 15     | Єгипет          | 0      | 0      | 1      | 1       |
| 15     | Ірландія        | 0      | 0      | 1      | 1       |
| 15     | Пуерто-Рико     | 0      | 0      | 1      | 1       |
| 15     | США             | 0      | 0      | 1      | 1       |
| Всього | Всього          | 13     | 13     | 13     | 39      |

### Медалісти
| Вагова категорія                      | Золото             | Срібло              | Бронза                 |
| ------------------------------------- | ------------------ | ------------------- | ---------------------- |
| Найлегша до 52 кг, чоловіки           | Гоупі Прайс        | Саравут Суктхет     | Луїс Габріель Олівейра |
| Легша до 56 кг, чоловіки              | Абдумалік Халоков  | Максим Галінічев‎    | Мірко Ехіель Куельйо   |
| Легка до 60 кг, чоловіки              | Атічай Фемсап      | Тарас Бондарчук     | Нурлан Сафаров         |
| Перша напівсередня до 64 кг, чоловіки | Ілля Попов         | Талгат Шайкен       | Хасан Азім             |
| Напівсередня до 69 кг, чоловіки       | Браян Аррегі       | Ясін Елуарз         | Джахонгір Рахмонов     |
| Середня до 75 кг, чоловіки            | Кено Мачадо        | Фарід Дуйбі         | Віірапон Джонджьохо    |
| Напівважка до 81 кг, чоловіки         | Керол Ітаума       | Руслан Колесніков   | Тимур Мерджанов        |
| Важка до 91 кг, чоловіки              | Айбек Оралбай      | Мухаммед Амін Хасід | Елвін Каналес          |
| Надважка понад 91 кг, чоловіки        | Олексій Дронов     | Дамір Тойбай        | Ахмед Ельсаві          |
|                                       |                    |                     |                        |
| Найлегша до 51 кг, жінки              | Мартіна Ла Піана   | Адіят Гбадамосі     | Хевн Гарсія            |
| Напівлегка до 57 кг, жінки            | Панпатчара Сомнуек | Дженніфер Каррілло  | Дірбла Руні            |
| Легка до 60 кг, жінки                 | Керолайн Дюбуа     | Порнтип Буапа       | Оріана Сапуто          |
| Середня до 75 кг, жінки               | Анастасія Шамонова | Таля Бріло          | Надія Рябець           |